# Stay Tuned
Stay Tuned (Brasil: Fique Ligado em Paranoias Parabólicas) é um filme estadunidense de 1992 dos gêneros comédia, aventura, fantasia e humor negro, dirigido por Peter Hyams e estrelado por John Ritter e Pam Dawber.

## Sinopse
Roy e Helen Knable são um típico casal de Seatle, em crise por causa do vício dele em televisão. Certa noite, Roy aceita uma nova antena parabólica oferecida por Spike, um misterioso vendedor que é na verdade assistente pessoal do Diabo. Roy e Helen acabam então sugados para dentro do televisor, precisando sobreviver enquanto participam da programação do aparelho — de filmes de mistério a videoclipes e até desenhos animados. Com a ajuda do filho Darryl, um gênio da eletrônica, o casal precisa arranjar um jeito de sair do televisor em 24 horas, caso contrário suas almas pertencerão ao demônio.

## Elenco
- John Ritter - Roy Knable
- Pam Dawber - Helen Knable
- Jeffrey Jones - Spike
- David Tom - Darryl Knable
- Heather McComb - Diane Knable
- Bob Dishy - Murray Seidenbaum
- Eugene Levy - Crowley
- Erik King - Pierce
- Don Calfa - Wetzel
- Susan Blommaert - Ducker
- Don Pardo - Apresentador do Game Show
- Lou Albano - Ring Announcer
- George Gray - Sr. Gorgon
- Faith Minton - Sra. Gorgon
- Laura Harris - Namorada #1
- Andrea Nemeth - Namorada #2
- Kristen Cloke - Velma
- Gianni Russo - Guido
- Dave Ward - Camponês
- Gene Davis - Frankensteinfeld
- Jerry Wasserman - Oficial de Polícia
- Shane Meier - Yogi Beer Kid
- Serge Houde - Yogi Beer Dad
- John Pyper-Ferguson - Preso #2
- Kevin McNulty - Preso #3
- Salt (rapper) - Ele mesmo
- Pepa (rapper) - Ele mesmo
- DJ Spinderella - Ela mesma
- Michael Patrick Hogan - Duane
- Jimi Defilippis - Garf